# サステナブル
「サステナブル」（Sustainable）は、日本の女性アイドルグループ・AKB48の楽曲。作詞は秋元康、作曲は井上ヨシマサが担当した。2019年9月18日にAKB48のメジャー56作目のシングルとしてキングレコードから発売された。楽曲のセンターポジションは矢作萌夏が務めた。

## 背景とリリース
前作『ジワるDAYS』から6か月ぶりで、2019年2作目のシングル。Type AからType Cのそれぞれ初回限定盤と通常盤、および劇場盤の7形態で発売。
作曲は『ハロウィン・ナイト』以来15作ぶりとなる井上ヨシマサである。
選抜メンバーおよびフォーメーションは2019年7月22日にSHOWROOM配信において発表された。
選抜メンバーは前作から3名減の19名で、矢作萌夏がシングル表題曲において初のセンターポジションを務めるほか、石田千穂（STU48）が初選抜、倉野尾成美が『NO WAY MAN』以来2作（10か月）ぶり、武藤十夢と本間日陽（NGT48）が『センチメンタルトレイン』以来3作（1年）ぶり、村山彩希が『Teacher Teacher』以来4作（1年4か月）ぶりの選抜復帰となった。前作のメンバーのうち、指原莉乃（2019年4月28日活動終了）、高橋朱里（同年5月6日活動終了）、山内瑞葵、下尾みう、菅原茉椰（SKE48）、松岡はな（HKT48）、荻野由佳（NGT48）、中井りか（NGT48）が本作では選ばれていない。また、松井珠理奈（SKE48） は2021年4月で活動を終了したが、本作がAKB48のシングルでの最後の選抜入りとなった。
7月24日放送のフジテレビ系『2019 FNSうたの夏まつり』で初披露となった。
第61回日本レコード大賞 優秀作品賞を受賞した。

## アートワーク
| Type A・初回限定盤 | 矢作萌夏                                                             |
| Type B・初回限定盤 | 小栗有以・柏木由紀                                                   |
| Type C・初回限定盤 | 岡田奈々・村山彩希                                                   |
| Type A・通常盤     | 石田千穂・坂口渚沙・白間美瑠・田中美久・武藤十夢・矢作萌夏・横山由依 |
| Type B・通常盤     | 岡部麟・小栗有以・須田亜香里・向井地美音・村山彩希・吉田朱里         |
| Type C・通常盤     | 岡田奈々・柏木由紀・倉野尾成美・瀧野由美子・本間日陽・松井珠理奈     |
| 劇場盤             | 矢作萌夏                                                             |

## チャート成績
初週売上は前作『ジワるDAYS』を上回る138万枚で、2019年度最高を記録。初週売上のみで2019年度最高売上を記録して、2019年9月30日付のオリコン週間シングルランキングで初登場1位を獲得した。後に期間内売上141万枚を記録し、2019年のオリコン年間シングルランキングで1位となった。2024年4月12日に発表された「オリコン令和ランキング（令和元年〜5年）」では、作品別売上数部門のシングルランキングで2位にランクインした。

## ミュージック・ビデオ
監督は『大声ダイヤモンド』『言い訳Maybe』などのミュージック・ビデオ (MV) を手がけてきた高橋栄樹が担当している。AKB48のMVとしては初の全編、北海道におけるロケで富良野、旭川などの街や大自然の中で行われた。ドラマパートには、『会いたかった』でデビューした2006年、『言い訳Maybe』をリリースした2009年、『恋するフォーチュンクッキー』ブームの2013年、変革の2018年、現在の2019年、未来の2028年の6つの年をモチーフにしたシーンが挿入されている。

## シングル収録トラック

### Type A
初回限定盤と通常盤の2種類が存在するが、収録トラックは同一。
| #         | タイトル                                   | 作詞      | 作曲         | 編曲         | 時間  |
| --------- | ------------------------------------------ | --------- | ------------ | ------------ | ----- |
| 1.        | 「サステナブル」                           | 秋元康    | 井上ヨシマサ | 井上ヨシマサ | 4:24  |
| 2.        | 「好きだ 好きだ 好きだ」(Team 8)           | 秋元康    | 板垣祐介     | 板垣祐介     | 3:39  |
| 3.        | 「サステナブル（off vocal ver.）」         |           | 井上ヨシマサ | 井上ヨシマサ | 4:24  |
| 4.        | 「好きだ 好きだ 好きだ（off vocal ver.）」 |           | 板垣祐介     | 板垣祐介     | 3:38  |
| 合計時間: | 合計時間:                                  | 合計時間: | 合計時間:    | 合計時間:    | 16:05 |

| #  | タイトル                             | 作詞 | 作曲・編曲 | 監督     |
| -- | ------------------------------------ | ---- | ---------- | -------- |
| 1. | 「サステナブル Music Video」         |      |            | 高橋栄樹 |
| 2. | 「好きだ 好きだ 好きだ Music Video」 |      |            | 大野敏嗣 |

### Type B
初回限定盤と通常盤の2種類が存在するが、収録トラックは同一。
| #         | タイトル                                   | 作詞      | 作曲         | 編曲         | 時間  |
| --------- | ------------------------------------------ | --------- | ------------ | ------------ | ----- |
| 1.        | 「サステナブル」                           | 秋元康    | 井上ヨシマサ | 井上ヨシマサ | 4:24  |
| 2.        | 「青春 ダ・カーポ」(AKB48カップリング選抜) | 秋元康    | 外山大輔     | APAZZI       | 3:54  |
| 3.        | 「サステナブル（off vocal ver.）」         |           | 井上ヨシマサ | 井上ヨシマサ | 4:24  |
| 4.        | 「青春 ダ・カーポ（off vocal ver.）」      |           | 外山大輔     | APAZZI       | 3:54  |
| 合計時間: | 合計時間:                                  | 合計時間: | 合計時間:    | 合計時間:    | 16:36 |

| #  | タイトル                        | 作詞 | 作曲・編曲 | 監督     |
| -- | ------------------------------- | ---- | ---------- | -------- |
| 1. | 「サステナブル Music Video」    |      |            | 高橋栄樹 |
| 2. | 「青春 ダ・カーポ Music Video」 |      |            | 三石直和 |

### Type C
初回限定盤と通常盤の2種類が存在するが、収録トラックは同一。
| 全作曲・編曲: 井上ヨシマサ。 |                                        |           |              |      |
| #                            | タイトル                               | 作詞      | 作曲・編曲   | 時間 |
| 1.                           | 「サステナブル」                       | 秋元康    | 井上ヨシマサ | 4:23 |
| 2.                           | 「モニカ、夜明けだ」(48グループNEXT12) | 秋元康    | 井上ヨシマサ | 3:56 |
| 3.                           | 「サステナブル（off vocal ver.）」     |           | 井上ヨシマサ | 4:23 |
| 4.                           | 「モニカ、夜明けだ（off vocal ver.）」 |           | 井上ヨシマサ | 3:55 |
| 合計時間:                    | 合計時間:                              | 合計時間: | 16:37        |      |

| #  | タイトル                         | 作詞 | 作曲・編曲 | 監督       |
| -- | -------------------------------- | ---- | ---------- | ---------- |
| 1. | 「サステナブル Music Video」     |      |            | 高橋栄樹   |
| 2. | 「モニカ、夜明けだ Music Video」 |      |            | 戸塚富士丸 |

### 劇場盤
| #         | タイトル                                                 | 作詞      | 作曲         | 編曲         | 時間  |
| --------- | -------------------------------------------------------- | --------- | ------------ | ------------ | ----- |
| 1.        | 「サステナブル」                                         | 秋元康    | 井上ヨシマサ | 井上ヨシマサ | 4:25  |
| 2.        | 「流れ星に何を願えばいいのだろう」(総監督とキャプテンズ) | 秋元康    | aokado       | aokado       | 3:39  |
| 3.        | 「サステナブル（off vocal ver.）」                       |           | 井上ヨシマサ | 井上ヨシマサ | 4:25  |
| 4.        | 「流れ星に何を願えばいいのだろう（off vocal ver.）」     |           | aokado       | aokado       | 3:39  |
| 合計時間: | 合計時間:                                                | 合計時間: | 合計時間:    | 合計時間:    | 16:08 |

## 選抜メンバー
- 石田千穂 [注釈 2]
- 岡田奈々 [注釈 3]
- 岡部麟
- 小栗有以
- 柏木由紀
- 倉野尾成美
- 坂口渚沙
- 白間美瑠 [注釈 4]
- 須田亜香里 [注釈 5]
- 瀧野由美子 [注釈 2]
- 田中美久 [注釈 6]
- 本間日陽 [注釈 7]
- 松井珠理奈 [注釈 5]
- 向井地美音
- 武藤十夢
- 村山彩希
- 矢作萌夏
- 横山由依
- 吉田朱里 [注釈 4]

| 3列目 | 武藤十夢   | 倉野尾成美 | 吉田朱里 |          | 横山由依 | 坂口渚沙 | 本間日陽   |
| 2列目 | 須田亜香里 | 瀧野由美子 | 田中美久 |          | 石田千穂 | 岡部麟   | 向井地美音 |
| 1列目 | 白間美瑠   | 村山彩希   | 岡田奈々 | 矢作萌夏 | 小栗有以 | 柏木由紀 | 松井珠理奈 |